# Суперкубок Східного Тимору з футболу 2017
Суперкубок Східного Тимору з футболу 2017  — 2-й розіграш турніру. Матч відбувся 18 листопада 2017 року між чемпіоном Східного Тимору клубом Каркету та володарем кубка Східного Тимору клубом Атлетіко Ультрамар.
| Володар Суперкубка Східного Тимору 2017 |
| --------------------------------------- |
|                                         |
| Каркету Перший титул                    |

## Матч

### Деталі
| 18 листопада 2017 |

| Каркету                                           | 4:0      | Атлетіко Ультрамар |
| ------------------------------------------------- | -------- | ------------------ |
| Боавіда 45', 48' Леандро 55' (пен.) Консейсан 72' | Протокол |                    |

| Муніципальний стадіон, Баукау |